# Грефрат
Грефрат (нем. Grefrath) — община в Германии, в земле Северный Рейн-Вестфалия. Подчиняется административному округу Дюссельдорф. Входит в состав района Фирзен. Население составляет 15 564 человека (на 31 декабря 2010 года). Занимает площадь 30,98 км². Община подразделяется на 4 сельских округа.

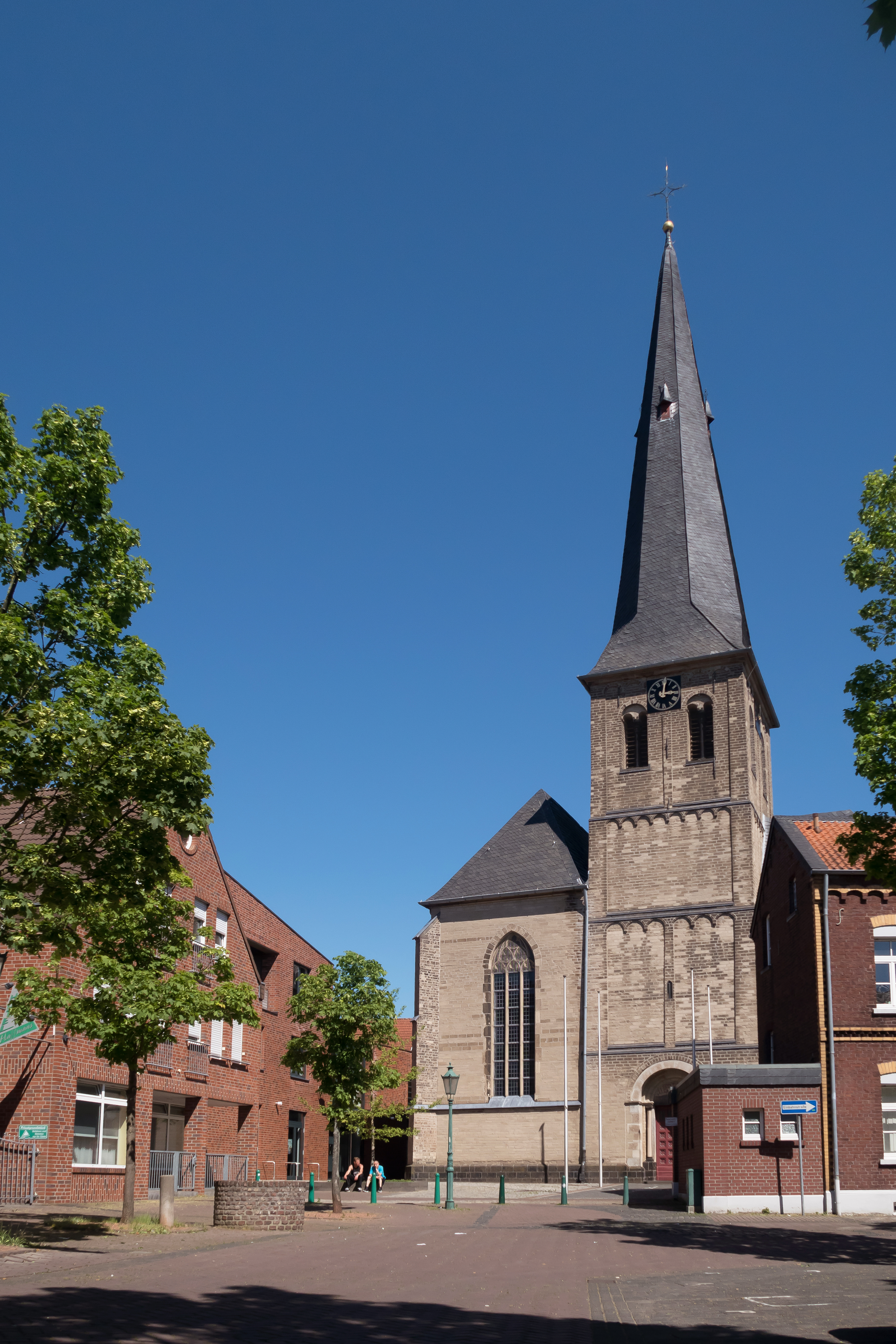

## Население
| Год  | Численность | Численность |
| ---- | ----------- | ----------- |
| 1975 | 13 397      | [ 4 ]       |
| 2017 | 14 798      | [ 1 ]       |
| 2019 | 14 802      | [ 5 ]       |
| 2021 | 14 734      | [ 6 ]       |
| 2022 | 14 880      | [ 7 ]       |
| 2023 | 15 069      | [ 2 ]       |